# 万里镜1号
万里镜1号（朝鲜语：／ Malligyong-1）是朝鲜民主主义人民共和国的军事侦察卫星。朝鮮將该卫星視為朝鲜的第一颗间谍卫星并用于监视韩国和美国的军事目标。
2023年5月31日，萬里鏡-1首次發射，但因千里马1号运载火箭故障而坠入黄海。韩国军方将该卫星残骸打捞后进行研究，认为其不具有任何作为侦察卫星的军事功能。
2023年8月24日，萬里鏡-1再次發射但自毀告終。
2023年11月21日，万里镜-1第三次發射並进入轨道。後來《朝中社》25日聲稱，金正恩表示已經收到了「萬里鏡1號」拍攝包括關島、夏威夷美軍基地和駐韓美軍基地的空拍圖。而解析度方面，韓方透露，使用的是日本N牌的相機，有可能獲得俄軍部分支援。12月2日起，万里镜1号正式执行任务。